# Llista de monuments de l'Alt Urgell
Llista de monuments de l'Alt Urgell inclosos en l'Inventari del Patrimoni Arquitectònic Català per la comarca de l'Alt Urgell. Inclou els inscrits en el Registre de Béns Culturals d'Interès Nacional (BCIN) amb una classificació arquitectònica, els Béns Culturals d'Interès Local (BCIL) de caràcter immoble i la resta de béns arquitectònics integrants del patrimoni cultural català.

## Alàs i Cerc
| Monument                                                       | Protecció       | Estil/època               | Localització                               | Coordenades                                          | Codi?     | Imatge |
| -------------------------------------------------------------- | --------------- | ------------------------- | ------------------------------------------ | ---------------------------------------------------- | --------- | --- |
| Castell de Banat                                               | BCIN 4079-MH-ZA | Romànic XI-XII            | Alàs i Cerc                                | 42° 20′ 13″ N, 1° 32′ 05″ E / 42.337012°N,1.534692°E | IPA-39477 | Carregueu una nova foto d'aquest monument |
| Església parroquial de Sant Vicenç                             | BCIL 2011       | Obra popular XIX          | Alàs i Cerc Artedó                         | 42° 20′ 08″ N, 1° 30′ 52″ E / 42.335585°N,1.514342°E | IPA-15429 | Església parroquial de Sant Vicenç (Alàs i Cerc) · Vegeu més fotos d'aquest monument · Carregueu una nova foto d'aquest monument                          |
| Església parroquial de Sant Julià del Ges                      | BCIL 2011       | Obra popular XVIII        | Alàs i Cerc El Ges                         | 42° 19′ 00″ N, 1° 29′ 49″ E / 42.316672°N,1.497028°E | IPA-15431 | Església parroquial de Sant Julià del Ges (Alàs i Cerc) · Vegeu més fotos d'aquest monument · Carregueu una nova foto d'aquest monument                   |
| Ermita de la Mare de Déu de les Peces, església de Santa Maria | BCIL 2004       | Romànic XII               | Alàs i Cerc Prop d'Alàs                    | 42° 21′ 06″ N, 1° 31′ 05″ E / 42.351533°N,1.518101°E | IPA-15432 | Ermita de la Mare de Déu de les Peces (Alàs i Cerc) · Vegeu més fotos d'aquest monument · Carregueu una nova foto d'aquest monument                       |
| Església parroquial de Sant Just i Sant Pastor de Cerc         | BCIL 2004       | Romànic XI-XII            | Alàs i Cerc Cerc                           | 42° 20′ 24″ N, 1° 29′ 38″ E / 42.340061°N,1.493994°E | IPA-15433 | Església parroquial de Sant Just i Sant Pastor de Cerc (Alàs i Cerc) · Vegeu més fotos d'aquest monument · Carregueu una nova foto d'aquest monument      |
| Església parroquial de Sant Esteve d'Alàs                      | BCIL 2010       | Romànic                   | Alàs i Cerc Alàs                           | 42° 21′ 06″ N, 1° 30′ 30″ E / 42.351664°N,1.508366°E | IPA-15434 | Església parroquial de Sant Esteve d'Alàs (Alàs i Cerc) · Vegeu més fotos d'aquest monument · Carregueu una nova foto d'aquest monument                   |
| Capella de Sant Antoni del Tossal                              | BCIL 2011       | Modernisme XX             | Alàs i Cerc Cerc                           | 42° 20′ 39″ N, 1° 29′ 08″ E / 42.344049°N,1.485662°E | IPA-15435 | Capella de Sant Antoni del Tossal (Alàs i Cerc) · Vegeu més fotos d'aquest monument · Carregueu una nova foto d'aquest monument                           |
| Església parroquial de Sant Pere de Torres d'Alàs              | BCIL 2013       | Obra popular              | Alàs i Cerc Torres d'Alàs                  | 42° 21′ 30″ N, 1° 31′ 33″ E / 42.358289°N,1.525877°E | IPA-15437 | Carregueu una nova foto d'aquest monument |
| Capella de Sant Roc                                            |                 | Obra popular              | Alàs i Cerc La Molina de Lletó             | 42° 18′ 46″ N, 1° 33′ 43″ E / 42.312685°N,1.562045°E | IPA-15439 | Carregueu una nova foto d'aquest monument |
| Església parroquial de Sant Esteve de Lletó                    |                 | Obra popular              | Alàs i Cerc Lletó                          | 42° 19′ 04″ N, 1° 32′ 50″ E / 42.317659°N,1.547085°E | IPA-15441 | Carregueu una nova foto d'aquest monument |
| Església de Sant Romà de Banat                                 |                 | Romànic XII               | Alàs i Cerc Banat                          | 42° 20′ 40″ N, 1° 31′ 35″ E / 42.344383°N,1.526499°E | IPA-15443 | Església de Sant Romà de Banat (Alàs i Cerc) · Vegeu més fotos d'aquest monument · Carregueu una nova foto d'aquest monument                              |
| Església parroquial de Santa Coloma de la Bastida d'Hortons    |                 | Obra popular              | Alàs i Cerc La Bastida d'Hortons           | 42° 19′ 40″ N, 1° 28′ 19″ E / 42.327891°N,1.471971°E | IPA-15445 | Església parroquial de Santa Coloma de la Bastida d'Hortons (Alàs i Cerc) · Vegeu més fotos d'aquest monument · Carregueu una nova foto d'aquest monument |
| Capella de Santa Coloma de la Bastida                          | BCIL 2004       | Obra popular              | Alàs i Cerc Fossar                         | 42° 19′ 56″ N, 1° 28′ 07″ E / 42.332110°N,1.468683°E | IPA-15446 | Capella de Santa Coloma de la Bastida (Alàs i Cerc) · Vegeu més fotos d'aquest monument · Carregueu una nova foto d'aquest monument                       |
| Església parroquial de Santa Cecília de Vilanova de Banat      | BCIL 2011       | Obra popular              | Alàs i Cerc Vilanova de Banat              | 42° 20′ 31″ N, 1° 33′ 08″ E / 42.341839°N,1.552213°E | IPA-15448 | Església parroquial de Santa Cecília de Vilanova de Banat (Alàs i Cerc) · Vegeu més fotos d'aquest monument · Carregueu una nova foto d'aquest monument   |
| Ermita de la Mare de Déu de Sagàs                              |                 | Obra popular              | Alàs i Cerc                                | 42° 18′ 01″ N, 1° 27′ 47″ E / 42.300335°N,1.463017°E | IPA-15451 | Carregueu una nova foto d'aquest monument |
| Capella de Sant Miquel                                         |                 | Romànic, obra popular XII | Alàs i Cerc Mas Sant Miquel                | 42° 20′ 37″ N, 1° 30′ 47″ E / 42.343710°N,1.513100°E | IPA-15452 | Capella de Sant Miquel (Alàs i Cerc) · Vegeu més fotos d'aquest monument · Carregueu una nova foto d'aquest monument                                      |
| Antiga escola de Vilanova de Banat, Centre Cívic               | BCIL 2019       | Romànic XII               | Alàs i Cerc C. Únic, 43. Vilanova de Banat | 42° 20′ 29″ N, 1° 33′ 10″ E / 42.34151°N,1.55266°E   | IPA-47816 | Carregueu una nova foto d'aquest monument |

## Arsèguel
| Monument                            | Protecció   | Estil/època            | Localització                | Coordenades                                          | Codi?         | Imatge |
| ----------------------------------- | ----------- | ---------------------- | --------------------------- | ---------------------------------------------------- | ------------- | --- |
| Castell d'Arsèguel                  | BCIN 811-MH | Obra popular Medieval  | Arsèguel                    | 42° 21′ 01″ N, 1° 34′ 56″ E / 42.350205°N,1.582309°E | RI-51-0006245 | Castell d'Arsèguel · Vegeu més fotos d'aquest monument · Carregueu una nova foto d'aquest monument                             |
| Església parroquial de Santa Coloma | BCIL 2008   | Obra popular           | Arsèguel                    | 42° 21′ 02″ N, 1° 35′ 03″ E / 42.350587°N,1.584035°E | IPA-15454     | Església parroquial de Santa Coloma (Arsèguel) · Vegeu més fotos d'aquest monument · Carregueu una nova foto d'aquest monument |
| Capella de la Mare de Déu del Carme |             | Obra popular           | Arsèguel                    | 42° 21′ 20″ N, 1° 34′ 56″ E / 42.355564°N,1.582320°E | IPA-15455     | Carregueu una nova foto d'aquest monument                                                                                      |
| Pont d'Arsèguel                     |             | Obra popular XIX       | Arsèguel Ctra. a Arsèguel   | 42° 21′ 43″ N, 1° 35′ 17″ E / 42.362011°N,1.588065°E | IPA-15457     | Pont d'Arsèguel · Vegeu més fotos d'aquest monument · Carregueu una nova foto d'aquest monument                                |
| Església de Sant Pere               | BCIL 2008   | Medieval               | Arsèguel                    |                                                      | IPA-37750     | Carregueu una nova foto d'aquest monument                                                                                      |
| Pont de la Tosca                    | BCIL 2009   | Obra popular XVI-XVIII | Arsèguel                    | 42° 20′ 48″ N, 1° 34′ 57″ E / 42.346530°N,1.582532°E | IPA-38259     | Pont de la Tosca (Arsèguel) · Vegeu més fotos d'aquest monument · Carregueu una nova foto d'aquest monument                    |
| Fàbrica de Llanes d'Arsèguel        |             | Obra popular XIX       | Arsèguel El Pont d'Arsèguel | 42° 21′ 43″ N, 1° 35′ 19″ E / 42.361932°N,1.58868°E  | IPA-48975     | Fàbrica de Llanes (Arsèguel) · Modifica el valor a Wikidata · Carregueu una nova foto d'aquest monument                        |

## Bassella
| Monument | Protecció   | Estil/època           | Localització                          | Coordenades                                          | Codi?         | Imatge |
| --- | ----------- | --------------------- | ------------------------------------- | ---------------------------------------------------- | ------------- | --- |
| Castell de la Clua                                                                                              | BCIN 520-MH | Obra popular Medieval | Bassella La Clua d'Aguilar            | 41° 59′ 27″ N, 1° 16′ 42″ E / 41.990954°N,1.278207°E | RI-51-0006272 | Castell de la Clua (Bassella) · Vegeu més fotos d'aquest monument · Carregueu una nova foto d'aquest monument                              |
| Castell d'Altés                                                                                                 | BCIN 521-MH | Romànic Medieval      | Bassella                              | 42° 01′ 09″ N, 1° 19′ 09″ E / 42.019143°N,1.319058°E | RI-51-0006270 | Castell d'Altés (Bassella) · Vegeu més fotos d'aquest monument · Carregueu una nova foto d'aquest monument                                 |
| Castellnou de Bassella, conjunt medieval d'Ansamora                                                             | BCIN 522-MH | Romànic Medieval      | Bassella                              | 41° 58′ 57″ N, 1° 16′ 42″ E / 41.982569°N,1.278413°E | RI-51-0006271 | Castellnou de Bassella · Vegeu més fotos d'aquest monument · Carregueu una nova foto d'aquest monument                                     |
| Castell d'Aguilar                                                                                               | BCIN 523-MH | Romànic Medieval      | Bassella                              | 42° 00′ 59″ N, 1° 16′ 32″ E / 42.016359°N,1.275605°E | RI-51-0006273 | Castell d'Aguilar (Bassella) · Vegeu més fotos d'aquest monument · Carregueu una nova foto d'aquest monument                               |
| Torres Antigues, Torres d'Ogern: Ca l'Isidro i Cal Ganyet                                                       | BCIN 524-MH | Renaixement XV-XVI    | Bassella Ogern                        | 42° 01′ 25″ N, 1° 20′ 27″ E / 42.023610°N,1.340884°E | RI-51-0006274 | Torres Antigues (Bassella) · Vegeu més fotos d'aquest monument · Carregueu una nova foto d'aquest monument                                 |
| Capella de la Mare de Déu de la Garrola, Capella de la Mare de Déu de l'Assumpció                               |             | Preromànic, barroc X  | Bassella Sota el Pantà de Rialb       | 42° 00′ 27″ N, 1° 16′ 58″ E / 42.007526°N,1.282664°E | IPA-15460     | Capella de la Mare de Déu de la Garrola (Bassella) · Vegeu més fotos d'aquest monument · Carregueu una nova foto d'aquest monument         |
| Capella de Sant Martí de la Clua                                                                                | BCIL 2006   | Romànic               | Bassella La Clua d'Aguilar            | 41° 59′ 26″ N, 1° 16′ 29″ E / 41.990499°N,1.274858°E | IPA-15461     | Capella de Sant Martí de la Clua (Bassella) · Vegeu més fotos d'aquest monument · Carregueu una nova foto d'aquest monument                |
| Església parroquial de Sant Sebastià de la Clua                                                                 | BCIL 2005   | Romànic XI-XII        | Bassella La Clua d'Aguilar            | 41° 59′ 28″ N, 1° 16′ 41″ E / 41.991008°N,1.278122°E | IPA-15462     | Església parroquial de Sant Sebastià de la Clua (Bassella) · Vegeu més fotos d'aquest monument · Carregueu una nova foto d'aquest monument |
| Església parroquial de Sant Pere d'Altés                                                                        | BCIL 2012   | Barroc                | Bassella Altés                        | 42° 01′ 10″ N, 1° 19′ 14″ E / 42.019519°N,1.320531°E | IPA-15463     | Església parroquial de Sant Pere d'Altés (Bassella) · Vegeu més fotos d'aquest monument · Carregueu una nova foto d'aquest monument        |
| Església parroquial de Santa Fe de Guardiola, Santa Fe de Guardiola de Bassella, Santa Fe de Guardiola de Segre |             | Romànic XII           | Bassella Guardiola                    | 41° 57′ 38″ N, 1° 16′ 35″ E / 41.960467°N,1.276308°E | IPA-15468     | Església parroquial de Santa Fe de Guardiola (Bassella) · Vegeu més fotos d'aquest monument · Carregueu una nova foto d'aquest monument    |
| Església parroquial de Sant Sadurní a Aguilar de Bassella                                                       |             | Obra popular          | Bassella Aguilar de Bassella (restes) |                                                      | IPA-15472     | Carregueu una nova foto d'aquest monument                                                                                                  |
| Església parroquial de Sant Miquel de Serinyana                                                                 |             | Romànic               | Bassella Serinyana                    | 42° 03′ 17″ N, 1° 21′ 17″ E / 42.054743°N,1.354758°E | IPA-15474     | Carregueu una nova foto d'aquest monument                                                                                                  |
| Pont medieval d'Ogern                                                                                           | BCIL 2005   | Romànic, gòtic        | Bassella Ogern                        | 42° 01′ 16″ N, 1° 20′ 35″ E / 42.021178°N,1.342941°E | IPA-15475     | Pont medieval d'Ogern (Bassella) · Vegeu més fotos d'aquest monument · Carregueu una nova foto d'aquest monument                           |
| Església parroquial de Sant Serní o Sant Sadurní d'Ogern                                                        | BCIL 2020   | Obra popular XX       | Bassella Ogern                        | 42° 01′ 27″ N, 1° 20′ 26″ E / 42.024149°N,1.340684°E | IPA-15476     | Església parroquial de Sant Serní d'Ogern (Bassella) · Vegeu més fotos d'aquest monument · Carregueu una nova foto d'aquest monument       |
| Església de Sant Sadurní de la Salsa, Sant Serni de la Sala                                                     | BCIL 2006   | Romànic XII, XVII     | Bassella La Salsa                     | 42° 02′ 06″ N, 1° 20′ 36″ E / 42.035067°N,1.343378°E | IPA-15477     | Església de Sant Sadurní de la Salsa (Bassella) · Vegeu més fotos d'aquest monument · Carregueu una nova foto d'aquest monument            |
| Capella de Santa Magdalena del Mas Cerdà                                                                        | BCIL 2005   | Romànic XII, XVIII    | Bassella Mas Cerdà                    | 42° 00′ 15″ N, 1° 21′ 17″ E / 42.004231°N,1.354695°E | IPA-15479     | Capella de Santa Magdalena del Mas Cerdà (Bassella) · Vegeu més fotos d'aquest monument · Carregueu una nova foto d'aquest monument        |
| Cisterna d'Aguilar                                                                                              |             | Obra popular          | Bassella Mas Cerdà                    |                                                      | IPA-50938     | Carregueu una nova foto d'aquest monument                                                                                                  |

## Cabó
| Monument                                                                 | Protecció   | Estil/època            | Localització                                               | Coordenades                                          | Codi?         | Imatge |
| ------------------------------------------------------------------------ | ----------- | ---------------------- | ---------------------------------------------------------- | ---------------------------------------------------- | ------------- | --- |
| Castell de Cabó                                                          | BCIN 562-MH | Romànic XII            | Cabó Fragments de murs en la part alta del poble           | 42° 14′ 24″ N, 1° 14′ 49″ E / 42.240113°N,1.246836°E | RI-51-0006288 | Carregueu una nova foto d'aquest monument |
| Església parroquial de Sant Isidre i Sant Serni de Cabó Nou              | BCIL 2012   | Historicisme XIX       | Cabó                                                       | 42° 14′ 13″ N, 1° 14′ 49″ E / 42.237029°N,1.247024°E | IPA-15485     | Església parroquial de Sant Isidre i Sant Serni de Cabó Nou (Cabó) · Vegeu més fotos d'aquest monument · Carregueu una nova foto d'aquest monument |
| Església de Sant Serni de Cabó                                           | BCIL 2001   | Romànic XI-XII         | Cabó                                                       | 42° 14′ 07″ N, 1° 14′ 35″ E / 42.235263°N,1.243146°E | IPA-15486     | Església de Sant Serni de Cabó · Vegeu més fotos d'aquest monument · Carregueu una nova foto d'aquest monument                                     |
| Església parroquial de Sant Miquel del Vilar de Cabó                     | BCIL 2010   | Romànic X-XI           | Cabó El Vilar de Cabó                                      | 42° 14′ 04″ N, 1° 16′ 19″ E / 42.234313°N,1.271937°E | IPA-15487     | Església parroquial de Sant Miquel del Vilar de Cabó · Vegeu més fotos d'aquest monument · Carregueu una nova foto d'aquest monument               |
| Capella de la Mare de Déu de la Concepció                                |             | Obra popular           | Cabó El Pujal d'Organyà                                    | 42° 13′ 20″ N, 1° 18′ 47″ E / 42.222221°N,1.312956°E | IPA-15490     | Capella de la Mare de Déu de la Concepció (Cabó) · Vegeu més fotos d'aquest monument · Carregueu una nova foto d'aquest monument                   |
| Capella de Sant Bartomeu de Favà                                         | BCIL 2008   | Romànic XII, XVIII     | Cabó Favà                                                  | 42° 14′ 50″ N, 1° 12′ 20″ E / 42.247206°N,1.205433°E | IPA-15493     | Capella de Sant Bartomeu de Favà (Cabó) · Vegeu més fotos d'aquest monument · Carregueu una nova foto d'aquest monument                            |
| Església de Sant Iscle                                                   |             | Romànic XI-XII         | Cabó Senyús                                                | 42° 13′ 52″ N, 1° 12′ 18″ E / 42.231016°N,1.205019°E | IPA-15494     | Església de Sant Iscle (Cabó) · Vegeu més fotos d'aquest monument · Carregueu una nova foto d'aquest monument                                      |
| Capella de Sant Martí de Fontanet de Cabó                                |             | Obra popular           | Cabó Fontanet de Cabó                                      | 42° 11′ 49″ N, 1° 19′ 00″ E / 42.196815°N,1.316609°E | IPA-15495     | Carregueu una nova foto d'aquest monument |
| Església de Sant Bernabé d'Ares                                          |             | Obra popular           | Cabó Ares                                                  | 42° 14′ 49″ N, 1° 18′ 05″ E / 42.246896°N,1.301420°E | IPA-15496     | Carregueu una nova foto d'aquest monument |
| Església de la Mare de Déu del Carme                                     |             | Obra popular XIX       | Cabó Montellà de Cabó                                      | 42° 13′ 40″ N, 1° 10′ 46″ E / 42.227900°N,1.179564°E | IPA-15497     | Carregueu una nova foto d'aquest monument |
| Pont de Cabó                                                             |             | Obra popular XVI-XVIII | Cabó Uneix dos barris del poble                            | 42° 14′ 18″ N, 1° 14′ 55″ E / 42.238384°N,1.248501°E | IPA-15499     | Carregueu una nova foto d'aquest monument |
| Pont del Vilar                                                           |             | Obra popular XVI-XVIII | Cabó Sota el poble del Vilar camí d'Ares                   | 42° 14′ 10″ N, 1° 15′ 57″ E / 42.236170°N,1.265760°E | IPA-15500     | Pont del Vilar (Cabó) · Vegeu més fotos d'aquest monument · Carregueu una nova foto d'aquest monument                                              |
| Pont de la Boixadera i aqüeducte                                         | BCIL 2014   | Obra popular XV-XIX    | Cabó Entre el Vilar i Cabó, sota la masia de la Boixadera. | 42° 14′ 18″ N, 1° 15′ 34″ E / 42.238208°N,1.259426°E | IPA-15501     | Pont de la Boixadera i aqüeducte (Cabó) · Vegeu més fotos d'aquest monument · Carregueu una nova foto d'aquest monument                            |
| Torre de Perutxó                                                         |             | Romànic XII-XIII       | Cabó Sota el Boumort                                       | 42° 15′ 17″ N, 1° 10′ 21″ E / 42.254703°N,1.172611°E | IPA-37575     | Carregueu una nova foto d'aquest monument |
| Molins d'en Carrabina                                                    |             | XI-XII                 | Cabó El Pui                                                | 42° 14′ 15″ N, 1° 13′ 52″ E / 42.237474°N,1.231153°E | IPA-37578     | Carregueu una nova foto d'aquest monument |
| Molí de Boixadera                                                        | BCIL 2015   | Obra popular           | Cabó                                                       | 42° 14′ 17″ N, 1° 15′ 32″ E / 42.23809°N,1.25897°E   | IPA-42662     | Carregueu una nova foto d'aquest monument |
| Molí d'oli i vi de Cabó                                                  |             | Obra popular           | Cabó Nucli urbà                                            |                                                      | IPA-43210     | Carregueu una nova foto d'aquest monument |
| Molí de Favà                                                             |             | Obra popular           | Cabó Favà                                                  | 42° 14′ 42″ N, 1° 12′ 17″ E / 42.2450°N,1.2046°E     | IPA-43211     | Carregueu una nova foto d'aquest monument |
| Forn de l'Oliva, Forn de calç de la bassa de l'Ametlla                   |             | Obra popular           | Cabó L'Oliva                                               |                                                      | IPA-43213     | Carregueu una nova foto d'aquest monument |
| Forn de calç de la Borda del Morgó, Forn de calç de les Planes del Morgó |             | Obra popular XX        | Cabó Borda del Morgó                                       |                                                      | IPA-43214     | Carregueu una nova foto d'aquest monument |

## Cava
| Monument                                     | Protecció    | Estil/època             | Localització                                                              | Coordenades                                          | Codi?         | Imatge |
| -------------------------------------------- | ------------ | ----------------------- | ------------------------------------------------------------------------- | ---------------------------------------------------- | ------------- | --- |
| Castell del Quer                             | BCIN 671-MH  | Romànic XII             | Cava El Querforadat                                                       | 42° 19′ 27″ N, 1° 38′ 11″ E / 42.324202°N,1.636359°E | RI-51-0006849 | Castell del Quer (Cava) · Vegeu més fotos d'aquest monument · Carregueu una nova foto d'aquest monument                             |
| Castell de Cava, o la Cadira del Senyor      | BCIN 672-MH  | Romànic XI-XII          | Cava                                                                      | 42° 19′ 31″ N, 1° 36′ 24″ E / 42.325176°N,1.606742°E | RI-51-0006850 | Carregueu una nova foto d'aquest monument                                                                                           |
| Mas de Vinyoles, o Casa forta de Vinyoles    | BCIN 4036-MH | Romànic XIII            | Cava Prop de l'antic nucli de Vinyoles                                    | 42° 20′ 26″ N, 1° 36′ 02″ E / 42.340640°N,1.600564°E | IPA-15510     | Carregueu una nova foto d'aquest monument                                                                                           |
| Església vella de Sant Martí d'Ansovell      | BCIL 2010    | Romànic XII             | Cava Al costat de la carretera local, abans d'arribar al poble d'Ansovell | 42° 19′ 40″ N, 1° 35′ 05″ E / 42.327824°N,1.584657°E | IPA-15505     | Església vella de Sant Martí d'Ansovell (Cava) · Vegeu més fotos d'aquest monument · Carregueu una nova foto d'aquest monument      |
| Església parroquial de Sant Martí d'Ansovell | BCIL 2010    | Obra popular XVII-XVIII | Cava Pl. de l'Església, Ansovell                                          | 42° 19′ 30″ N, 1° 35′ 02″ E / 42.325068°N,1.583909°E | IPA-15506     | Església parroquial de Sant Martí d'Ansovell (Cava) · Vegeu més fotos d'aquest monument · Carregueu una nova foto d'aquest monument |
| Església parroquial de Sant Genís del Quer   | BCIL 2010    | Obra popular            | Cava C. de Migdia, el Querforadat                                         | 42° 19′ 24″ N, 1° 38′ 09″ E / 42.323437°N,1.635876°E | IPA-15507     | Església parroquial de Sant Genís del Quer (Cava) · Vegeu més fotos d'aquest monument · Carregueu una nova foto d'aquest monument   |
| Església de Sant Cristòfol de Vinyoles       | BCIL 2010    | Romànic XII             | Cava Antic nucli de Vinyoles                                              | 42° 20′ 29″ N, 1° 36′ 15″ E / 42.341451°N,1.604230°E | IPA-15509     | Carregueu una nova foto d'aquest monument                                                                                           |
| Santuari de la Mare de Déu de Boscalt        | BCIL 2010    | Obra popular            | Cava A 1 km d'Ansovell, al costat del camí Cardoner                       | 42° 18′ 53″ N, 1° 35′ 12″ E / 42.314818°N,1.586557°E | IPA-15511     | Santuari de la Mare de Déu de Boscalt (Cava) · Vegeu més fotos d'aquest monument · Carregueu una nova foto d'aquest monument        |
| Església parroquial de Sant Climent de Cava  | BCIL 2010    | Obra popular            | Cava C. de l'Església                                                     | 42° 19′ 30″ N, 1° 36′ 18″ E / 42.324880°N,1.604979°E | IPA-15512     | Església parroquial de Sant Climent de Cava · Vegeu més fotos d'aquest monument · Carregueu una nova foto d'aquest monument         |
| Pont de la Plana                             | BCIL 2010    | Obra popular            | Cava Serrat de Ferriol, sobre el riu Nàpel                                |                                                      | IPA-40071     | Carregueu una nova foto d'aquest monument                                                                                           |

## Coll de Nargó
Vegeu la llista de monuments de Coll de Nargó

## Estamariu
| Monument                                                                 | Protecció | Estil/època                      | Localització                           | Coordenades                                          | Codi?     | Imatge |
| ------------------------------------------------------------------------ | --------- | -------------------------------- | -------------------------------------- | ---------------------------------------------------- | --------- | --- |
| Església de Sant Vicenç d'Estamariu                                      | BCIL 2003 | Romànic XI                       | Estamariu                              | 42° 22′ 32″ N, 1° 31′ 31″ E / 42.375546°N,1.525346°E | IPA-377   | Església de Sant Vicenç d'Estamariu · Vegeu més fotos d'aquest monument · Carregueu una nova foto d'aquest monument            |
| Església parroquial de Sant Vicenç, Església parroquial de Santa Cecília | BCIL 2010 | Barroc XVII-XVIII                | Estamariu                              | 42° 22′ 24″ N, 1° 31′ 23″ E / 42.373248°N,1.523086°E | IPA-15548 | Església parroquial de Sant Vicenç (Estamariu) · Vegeu més fotos d'aquest monument · Carregueu una nova foto d'aquest monument |
| Pont d'Hoste                                                             | BCIL 2010 | Obra popular                     | Estamariu                              | 42° 22′ 40″ N, 1° 32′ 11″ E / 42.377747°N,1.536521°E | IPA-39799 | Carregueu una nova foto d'aquest monument                                                                                      |
| Pont del Molí d'Estamariu                                                | BCIL 2010 | Obra popular XIX Final, XX Inici | Estamariu                              | 42° 22′ 36″ N, 1° 31′ 58″ E / 42.376742°N,1.532743°E | IPA-39800 | Pont del Molí d'Estamariu · Vegeu més fotos d'aquest monument · Carregueu una nova foto d'aquest monument                      |
| Molí fariner d'Estamariu                                                 |           | Obra popular XIX                 | Estamariu                              |                                                      | IPA-43205 | Carregueu una nova foto d'aquest monument                                                                                      |
| Molí d'oli d'Estamariu                                                   |           | Obra popular XIX, XX             | Estamariu                              |                                                      | IPA-43206 | Carregueu una nova foto d'aquest monument                                                                                      |
| Sant Andreu de la Quera                                                  | BCIL 2015 | Romànic XI                       | Estamariu Pista cap a les Roques Altes | 42° 21′ 48″ N, 1° 33′ 22″ E / 42.36321°N,1.55622°E   | IPA-43658 | Carregueu una nova foto d'aquest monument                                                                                      |

## Fígols i Alinyà
| Monument                                                            | Protecció      | Estil/època            | Localització                                           | Coordenades                                          | Codi?     | Imatge |
| ------------------------------------------------------------------- | -------------- | ---------------------- | ------------------------------------------------------ | ---------------------------------------------------- | --------- | --- |
| Església de Sant Esteve d'Alinyà                                    | BCIN 333-MH-EN | Romànic XII-XIII       | Fígols i Alinyà Alinyà                                 | 42° 10′ 49″ N, 1° 25′ 23″ E / 42.180292°N,1.422967°E | IPA-375   | Església de Sant Esteve d'Alinyà (Fígols i Alinyà) · Vegeu més fotos d'aquest monument · Carregueu una nova foto d'aquest monument                         |
| Església de Sant Víctor de Fígols                                   | BCIL 2013      | Romànic XII, XVIII     | Fígols i Alinyà Fígols d'Organyà                       | 42° 12′ 08″ N, 1° 20′ 17″ E / 42.202119°N,1.337997°E | IPA-376   | Església de Sant Víctor de Fígols (Fígols i Alinyà) · Vegeu més fotos d'aquest monument · Carregueu una nova foto d'aquest monument                        |
| Església parroquial de Sant Marc i Santa Eulàlia                    | BCIL 2014      | Obra popular           | Fígols i Alinyà Canelles de Segre                      | 42° 10′ 37″ N, 1° 21′ 18″ E / 42.177076°N,1.355057°E | IPA-15554 | Església parroquial de Sant Marc i Santa Eulàlia (Fígols i Alinyà) · Vegeu més fotos d'aquest monument · Carregueu una nova foto d'aquest monument         |
| Església parroquial de Sant Romà de Perles                          | BCIL 2010      | Romànic XII            | Fígols i Alinyà Perles                                 | 42° 10′ 43″ N, 1° 23′ 38″ E / 42.178703°N,1.394025°E | IPA-15555 | Església parroquial de Sant Romà de Perles (Fígols i Alinyà) · Vegeu més fotos d'aquest monument · Carregueu una nova foto d'aquest monument               |
| Capella de Santa Pelaia                                             | BCIL 2014      | Romànic XII            | Fígols i Alinyà Prop de Colldeboix                     | 42° 09′ 43″ N, 1° 23′ 14″ E / 42.162043°N,1.387324°E | IPA-15556 | Capella de Santa Pelaia (Fígols i Alinyà) · Vegeu més fotos d'aquest monument · Carregueu una nova foto d'aquest monument                                  |
| Capella de Sant Pere                                                |                | Romànic XII            | Fígols i Alinyà Canelles de Segre                      | 42° 11′ 01″ N, 1° 22′ 23″ E / 42.183719°N,1.373009°E | IPA-15557 | Capella de Sant Pere prop Canelles (Fígols i Alinyà) · Vegeu més fotos d'aquest monument · Carregueu una nova foto d'aquest monument                       |
| Església parroquial de Sant Bernabé de l'Alzina d'Alinyà            | BCIL 2013      | Romànic XII            | Fígols i Alinyà L'Alzina d'Alinyà                      | 42° 11′ 21″ N, 1° 26′ 40″ E / 42.189106°N,1.444414°E | IPA-15560 | Església parroquial de Sant Bernabé de l'Alzina d'Alinyà (Fígols i Alinyà) · Vegeu més fotos d'aquest monument · Carregueu una nova foto d'aquest monument |
| Capella de la Mare de Déu de la Llet                                |                | Obra popular           | Fígols i Alinyà Vall de Mig                            | 42° 11′ 19″ N, 1° 26′ 16″ E / 42.188676°N,1.437750°E | IPA-15561 | Carregueu una nova foto d'aquest monument |
| Capella de Sant Pere                                                |                | Obra popular           | Fígols i Alinyà Escales                                | 42° 13′ 11″ N, 1° 20′ 18″ E / 42.219762°N,1.338262°E | IPA-15563 | Carregueu una nova foto d'aquest monument |
| Capella de Sant Miquel a Boatella                                   |                | Obra popular           | Fígols i Alinyà Boatella                               | 42° 12′ 17″ N, 1° 21′ 23″ E / 42.204681°N,1.356478°E | IPA-15564 | Capella de Sant Miquel a Boatella (Fígols i Alinyà) · Vegeu més fotos d'aquest monument · Carregueu una nova foto d'aquest monument                        |
| Capella de Sant Andreu                                              |                | Obra popular           | Fígols i Alinyà Fontanella                             | 42° 15′ 20″ N, 1° 20′ 22″ E / 42.25553°N,1.33938°E   | IPA-15566 | Carregueu una nova foto d'aquest monument |
| Monestir de Sant Andreu                                             |                | Romànic XI             | Fígols i Alinyà Tresponts                              | 42° 14′ 42″ N, 1° 20′ 46″ E / 42.245110°N,1.346112°E | IPA-15567 | Monestir de Sant Andreu (Fígols i Alinyà) · Vegeu més fotos d'aquest monument · Carregueu una nova foto d'aquest monument                                  |
| Ermita de Sant Ponç                                                 | BCIL 2013      | Obra popular           | Fígols i Alinyà Camí de Perles a Alinyà                | 42° 10′ 46″ N, 1° 24′ 37″ E / 42.179486°N,1.410183°E | IPA-15568 | Ermita de Sant Ponç (Fígols i Alinyà) · Vegeu més fotos d'aquest monument · Carregueu una nova foto d'aquest monument                                      |
| Pont penjant                                                        |                | Darreres tendències XX | Fígols i Alinyà Entre els pobles de Fígols i Organyà   | 42° 12′ 40″ N, 1° 20′ 01″ E / 42.211197°N,1.333566°E | IPA-15569 | Pont penjant (Fígols i Alinyà) · Vegeu més fotos d'aquest monument · Carregueu una nova foto d'aquest monument                                             |
| Ponts del camí de Traginers                                         |                | Obra popular           | Fígols i Alinyà Paral·lels al riu Segre, a Tost        | 42° 15′ 36″ N, 1° 21′ 18″ E / 42.259950°N,1.355018°E | IPA-15571 | Carregueu una nova foto d'aquest monument |
| Ponts i infraestructures del congost de Tresponts: Pont del Diable  | BCIL 2022      | Obra popular Medieval  | Fígols i Alinyà És el segon de l'engorjat de Tresponts | 42° 14′ 14″ N, 1° 20′ 42″ E / 42.237289°N,1.344905°E | IPA-15572 | Pont del Diable (Fígols i Alinyà) · Vegeu més fotos d'aquest monument · Carregueu una nova foto d'aquest monument                                          |
| Ponts i infraestructures del congost de Tresponts: Pont de l'Escala | BCIL 2022      | Obra popular           | Fígols i Alinyà Entre Organyà i els Hostalets          | 42° 14′ 02″ N, 1° 20′ 44″ E / 42.233936°N,1.345638°E | IPA-15573 | Pont de l'Escala (Fígols i Alinyà) · Vegeu més fotos d'aquest monument · Carregueu una nova foto d'aquest monument                                         |
| Ponts i infraestructures del congost de Tresponts: Pont de la Torre | BCIL 2022      | Obra popular           | Fígols i Alinyà Tost                                   | 42° 15′ 03″ N, 1° 20′ 51″ E / 42.250861°N,1.347396°E | IPA-15574 | Pont de la Torre (Fígols i Alinyà) · Vegeu més fotos d'aquest monument · Carregueu una nova foto d'aquest monument                                         |
| Pont del camí d'Alzina                                              |                | Obra popular           | Fígols i Alinyà Antic camí d'Alinyà a l'Alzina         | 42° 10′ 46″ N, 1° 25′ 43″ E / 42.179532°N,1.428655°E | IPA-15575 | Carregueu una nova foto d'aquest monument |
| Camí de Sant Ermengol                                               |                | Medieval               | Fígols i Alinyà                                        | 42° 15′ 17″ N, 1° 20′ 51″ E / 42.254648°N,1.347424°E | IPA-30718 | Camí de Sant Ermengol (Fígols i Alinyà) · Vegeu més fotos d'aquest monument · Carregueu una nova foto d'aquest monument                                    |
| Molí d'oli de Fígols                                                | BCIL 2019      |                        | Fígols i Alinyà C. Bonavista, 6. Fígols                | 42° 12′ 10″ N, 1° 20′ 27″ E / 42.20281°N,1.34093°E   | IPA-46791 | Carregueu una nova foto d'aquest monument |
| Ponts i infraestructures del congost de Tresponts: Torre del Pont   | BCIL 2022      |                        | Fígols i Alinyà Sobre del pont de la torre             |                                                      | IPA-53108 | Carregueu una nova foto d'aquest monument |

## Josa i Tuixén
| Monument                                                  | Protecció   | Estil/època                          | Localització                  | Coordenades                                          | Codi?         | Imatge |
| --------------------------------------------------------- | ----------- | ------------------------------------ | ----------------------------- | ---------------------------------------------------- | ------------- | --- |
| Castell de Tuixent                                        | BCIN 956-MH | Obra popular Medieval                | Josa i Tuixén                 | 42° 13′ 53″ N, 1° 33′ 58″ E / 42.231471°N,1.566174°E | RI-51-0006851 | Carregueu una nova foto d'aquest monument |
| Ermita de Sant Jaume de Tuixent                           | BCIL 2001   | Romànic XI-XII                       | Josa i Tuixén Tuixent         | 42° 14′ 37″ N, 1° 35′ 10″ E / 42.243741°N,1.586208°E | IPA-15577     | Ermita de Sant Jaume de Tuixén (Josa i Tuixén) · Vegeu més fotos d'aquest monument · Carregueu una nova foto d'aquest monument                            |
| Ermita de Santa Maria de Josa                             | BCIL 2003   | Romànic XII                          | Josa i Tuixén                 | 42° 15′ 34″ N, 1° 36′ 54″ E / 42.259562°N,1.615102°E | IPA-15578     | Ermita de Santa Maria de Josa (Josa i Tuixén) · Vegeu més fotos d'aquest monument · Carregueu una nova foto d'aquest monument                             |
| Església parroquial de Sant Esteve de Tuixent             | BCIL 2003   | Romànic, obra popular XI, XVII-XVIII | Josa i Tuixén Tuixent         | 42° 13′ 54″ N, 1° 33′ 58″ E / 42.231571°N,1.566018°E | IPA-15579     | Església parroquial de Sant Esteve de Tuixén (Josa i Tuixén) · Vegeu més fotos d'aquest monument · Carregueu una nova foto d'aquest monument              |
| Església parroquial de Santa Maria i Sant Bernabé de Josa | BCIL 2003   | Obra popular XIX                     | Josa i Tuixén Josa de Cadí    | 42° 15′ 25″ N, 1° 37′ 10″ E / 42.257006°N,1.619395°E | IPA-15580     | Església parroquial de Santa Maria i Sant Bernabé de Josa (Josa i Tuixén) · Vegeu més fotos d'aquest monument · Carregueu una nova foto d'aquest monument |
| Vestigis del castell de Josa                              |             | Romànic XI                           | Josa i Tuixén Josa de Cadí    | 42° 15′ 25″ N, 1° 37′ 10″ E / 42.25701°N,1.61940°E   | IPA-15582     | Carregueu una nova foto d'aquest monument |
| Farga de Tuixent                                          |             | Obra popular                         | Josa i Tuixén Tuixent         | 42° 14′ 00″ N, 1° 32′ 53″ E / 42.233395°N,1.548119°E | IPA-15583     | Carregueu una nova foto d'aquest monument |
| Font de Tuixén                                            |             | Obra popular XIX                     | Josa i Tuixén Nucli de Tuixén | 42° 13′ 51″ N, 1° 33′ 58″ E / 42.23081°N,1.56600°E   | IPA-38270     | Carregueu una nova foto d'aquest monument |

## Montferrer i Castellbò
Vegeu la llista de monuments de Montferrer i Castellbò

## Oliana
| Monument                                                        | Protecció    | Estil/època                   | Localització                             | Coordenades                                          | Codi?         | Imatge |
| --------------------------------------------------------------- | ------------ | ----------------------------- | ---------------------------------------- | ---------------------------------------------------- | ------------- | --- |
| Castell d'Oliana                                                | BCIN 1130-MH | Romànic X-XII                 | Oliana                                   | 42° 05′ 08″ N, 1° 17′ 58″ E / 42.085579°N,1.299338°E | RI-51-0006407 | Castell d'Oliana · Vegeu més fotos d'aquest monument · Carregueu una nova foto d'aquest monument                                     |
| Capella del Sant Nom de Jesús                                   |              | Renaixement, obra popular XVI | Oliana                                   | 42° 04′ 16″ N, 1° 18′ 41″ E / 42.071130°N,1.311390°E | IPA-15661     | Capella del Sant Nom de Jesús (Oliana) · Vegeu més fotos d'aquest monument · Carregueu una nova foto d'aquest monument               |
| Església parroquial de Sant Andreu                              | BCIL 2004    | Barroc XVII-XVIII             | Oliana C. Cavallers, 1                   | 42° 03′ 54″ N, 1° 18′ 52″ E / 42.065073°N,1.314433°E | IPA-15662     | Església parroquial de Sant Andreu (Oliana) · Vegeu més fotos d'aquest monument · Carregueu una nova foto d'aquest monument          |
| Capella de Sant Jaume de Graell                                 |              | Obra popular                  | Oliana                                   | 42° 03′ 22″ N, 1° 18′ 40″ E / 42.056024°N,1.311223°E | IPA-15663     | Capella de Sant Jaume de Graell (Oliana) · Vegeu més fotos d'aquest monument · Carregueu una nova foto d'aquest monument             |
| Església de Sant Andreu del Castell d'Oliana, el Castell        | BCIL 2019    | Romànic XI-XII                | Oliana Castell d'Oliana                  | 42° 05′ 09″ N, 1° 17′ 58″ E / 42.085740°N,1.299342°E | IPA-15664     | Església de Sant Andreu del Castell d'Oliana · Vegeu més fotos d'aquest monument · Carregueu una nova foto d'aquest monument         |
| Antic convent de la Mare de Déu dels Àngels                     |              | Obra popular XVII, XX         | Oliana                                   | 42° 04′ 09″ N, 1° 18′ 49″ E / 42.069054°N,1.313518°E | IPA-15665     | Antic convent de la Mare de Déu dels Àngels (Oliana) · Vegeu més fotos d'aquest monument · Carregueu una nova foto d'aquest monument |
| Casa Pla                                                        |              | Obra popular                  | Oliana Les Anoves                        | 42° 07′ 40″ N, 1° 19′ 36″ E / 42.127752°N,1.326753°E | IPA-15666     | Casa Pla (Oliana) · Vegeu més fotos d'aquest monument · Carregueu una nova foto d'aquest monument                                    |
| El Castell de les Anoves                                        |              | Romànic XI-XIII               | Oliana Les Anoves                        | 42° 07′ 19″ N, 1° 19′ 35″ E / 42.121812°N,1.326413°E | IPA-15667     | El Castell de les Anoves (Oliana) · Vegeu més fotos d'aquest monument · Carregueu una nova foto d'aquest monument                    |
| Casa Cubilà                                                     |              | Obra popular                  | Oliana Les Anoves                        | 42° 07′ 42″ N, 1° 19′ 37″ E / 42.128431°N,1.327025°E | IPA-15668     | Casa Cubilà (Oliana) · Vegeu més fotos d'aquest monument · Carregueu una nova foto d'aquest monument                                 |
| Església de Santa Eulàlia de les Anoves                         | BCIL 2006    | Romànic XII                   | Oliana Les Anoves                        | 42° 07′ 47″ N, 1° 19′ 57″ E / 42.129629°N,1.332596°E | IPA-15669     | Església de Santa Eulàlia de les Anoves (Oliana) · Vegeu més fotos d'aquest monument · Carregueu una nova foto d'aquest monument     |
| Església de Sant Gil del Mas d'Eroles                           |              | Romànic XII                   | Oliana Les Anoves                        | 42° 06′ 30″ N, 1° 18′ 41″ E / 42.108432°N,1.311260°E | IPA-15670     | Església de Sant Gil del Mas d'Eroles (Oliana) · Vegeu més fotos d'aquest monument · Carregueu una nova foto d'aquest monument       |
| Pantà i presa d'Oliana                                          |              | XX                            | Oliana                                   | 42° 05′ 33″ N, 1° 17′ 37″ E / 42.092609°N,1.293657°E | IPA-15671     | Pantà i presa d'Oliana · Vegeu més fotos d'aquest monument · Carregueu una nova foto d'aquest monument                               |
| Mas les Eroles                                                  |              | Obra popular                  | Oliana Les Anoves                        | 42° 06′ 27″ N, 1° 19′ 01″ E / 42.107481°N,1.317018°E | IPA-15672     | Mas les Eroles (Oliana) · Vegeu més fotos d'aquest monument · Carregueu una nova foto d'aquest monument                              |
| Pont sobre el Segre                                             |              | Obra popular XX               | Oliana Ctra. C-14                        | 42° 05′ 09″ N, 1° 17′ 37″ E / 42.085745°N,1.293550°E | IPA-15673     | Pont sobre el Segre (Oliana) · Vegeu més fotos d'aquest monument · Carregueu una nova foto d'aquest monument                         |
| Església de Sant Joan de les Anoves                             |              | Romànic XII-XIII              | Oliana Les Anoves                        | 42° 08′ 13″ N, 1° 20′ 36″ E / 42.136951°N,1.343457°E | IPA-15674     | Església de Sant Joan de les Anoves (Oliana) · Vegeu més fotos d'aquest monument · Carregueu una nova foto d'aquest monument         |
| Capella de Santa Bàrbara                                        |              | Obra popular XX               | Oliana                                   |                                                      | IPA-15675     | Carregueu una nova foto d'aquest monument                                                                                            |
| Pont d'Oliana                                                   |              | Obra popular                  | Oliana Actualment sota la presa d'Oliana | 42° 05′ 23″ N, 1° 17′ 34″ E / 42.089715°N,1.292870°E | IPA-15677     | Pont d'Oliana · Vegeu més fotos d'aquest monument · Carregueu una nova foto d'aquest monument                                        |
| Pou de gel                                                      |              | Obra popular XVI-XVIII        | Oliana                                   | 42° 03′ 51″ N, 1° 19′ 03″ E / 42.064274°N,1.317407°E | IPA-30948     | Pou de gel (Oliana) · Vegeu més fotos d'aquest monument · Carregueu una nova foto d'aquest monument                                  |
| Font pública                                                    |              | Obra popular XVIII-XIX        | Oliana Nucli del poble                   | 42° 03′ 59″ N, 1° 18′ 50″ E / 42.066380°N,1.313873°E | IPA-38417     | Font pública (Oliana) · Vegeu més fotos d'aquest monument · Carregueu una nova foto d'aquest monument                                |
| Centre d'Assistència Primària                                   |              | Darreres tendències           | Oliana C. de Girona, 8                   | 42° 04′ 02″ N, 1° 18′ 47″ E / 42.06718°N,1.31296°E   | IPA-46463     | Carregueu una nova foto d'aquest monument                                                                                            |
| Biblioteca Pública Municipal Escaler                            |              | Noucentisme XX                | Oliana Av. Alt Urgell, 41                | 42° 04′ 06″ N, 1° 18′ 48″ E / 42.06832°N,1.31321°E   | IPA-49573     | Carregueu una nova foto d'aquest monument                                                                                            |
| Muralles del sector de la plaça del Lledoner, Muralles d'Oliana | BCIN 4535-MH | Obra popular Medieval         | Oliana Pl. Lledoner                      | 42° 03′ 51″ N, 1° 18′ 49″ E / 42.06425°N,1.31357°E   | IPA-49659     | Muralles del sector de la plaça del Lledoner (Oliana) · Carregueu una nova foto d'aquest monument                                    |

## Organyà
| Monument                                                                          | Protecció      | Estil/època                | Localització                                                            | Coordenades                                          | Codi?         | Imatge |
| --------------------------------------------------------------------------------- | -------------- | -------------------------- | ----------------------------------------------------------------------- | ---------------------------------------------------- | ------------- | --- |
| Església de Santa Maria d'Organyà                                                 | BCIN 374-MH-EN | Romànic XI-XIII            | Organyà                                                                 | 42° 12′ 41″ N, 1° 19′ 43″ E / 42.211266°N,1.328672°E | RI-51-0011590 | Església de Santa Maria d'Organyà · Vegeu més fotos d'aquest monument · Carregueu una nova foto d'aquest monument             |
| Pont d'Espia                                                                      |                |                            | Organyà                                                                 | 42° 11′ 12″ N, 1° 19′ 53″ E / 42.186528°N,1.331262°E | IPA-30717     | Carregueu una nova foto d'aquest monument                                                                                     |
| Capella de Santa Fe, Santuari de Santa Fe d'Organyà, Santa Fe de Mont-roi         | BCIL 2011      | Obra popular               | Organyà Dalt del rocam de la serra de Santa Fe, sobre la vila d'Organyà | 42° 12′ 32″ N, 1° 18′ 05″ E / 42.208930°N,1.301466°E | IPA-30720     | Capella de Santa Fe (Organyà) · Vegeu més fotos d'aquest monument · Carregueu una nova foto d'aquest monument                 |
| Capella de la Mare de Déu del Roser                                               |                | Obra popular XIX           | Organyà C. del Roser, 7                                                 | 42° 13′ 02″ N, 1° 19′ 48″ E / 42.217166°N,1.329874°E | IPA-30721     | Capella de la Mare de Déu del Roser (Organyà) · Vegeu més fotos d'aquest monument · Carregueu una nova foto d'aquest monument |
| Capella de Sant Martí, Sant Martí de Caselles                                     |                | Obra popular               | Organyà Casa Caselles                                                   | 42° 12′ 42″ N, 1° 18′ 52″ E / 42.211533°N,1.314461°E | IPA-30722     | Carregueu una nova foto d'aquest monument                                                                                     |
| Pont de l'antic camí de Fígols                                                    |                | Obra popular               | Organyà Antic camí de Fígols d'Organyà                                  | 42° 12′ 37″ N, 1° 19′ 35″ E / 42.210266°N,1.326436°E | IPA-30724     | Carregueu una nova foto d'aquest monument                                                                                     |
| Pont Vell, Pont de Fontanet                                                       |                | Obra popular               | Organyà Ran de la carretera, entre Coll de Nargó i Organyà              | 42° 11′ 50″ N, 1° 19′ 41″ E / 42.197087°N,1.328005°E | IPA-30725     | Carregueu una nova foto d'aquest monument                                                                                     |
| Muralles d'Organyà: portal                                                        |                | Obra popular Medieval, XIX | Organyà C. del Raval                                                    | 42° 12′ 38″ N, 1° 19′ 38″ E / 42.210433°N,1.327344°E | IPA-30730     | Portal de les muralles d'Organyà · Vegeu més fotos d'aquest monument · Carregueu una nova foto d'aquest monument              |
| Monument a les Homilies d'Organyà                                                 | BCIL 2020      | XX                         | Organyà Pl. de les Homilies                                             | 42° 12′ 42″ N, 1° 19′ 43″ E / 42.21167°N,1.32870°E   | IPA-50662     | Monument a les Homilies d'Organyà · Carregueu una nova foto d'aquest monument                                                 |
| Ponts i infraestructures del congost de Tresponts: segon tram de mur de contenció | BCIL 2022      |                            | Organyà                                                                 |                                                      | IPA-53109     | Carregueu una nova foto d'aquest monument                                                                                     |
| Ponts i infraestructures del congost de Tresponts: capella de Sant Ermengol       | BCIL 2022      |                            | Organyà                                                                 |                                                      | IPA-53110     | Carregueu una nova foto d'aquest monument                                                                                     |

## Peramola
| Monument                                                                        | Protecció    | Estil/època                      | Localització                                     | Coordenades                                          | Codi?         | Imatge |
| ------------------------------------------------------------------------------- | ------------ | -------------------------------- | ------------------------------------------------ | ---------------------------------------------------- | ------------- | --- |
| Castell de Peramola, el Castell, el Casino                                      | BCIN 1224-MH | Obra popular, romànic XI, XIX-XX | Peramola C. Frederic Ribó, 13                    | 42° 03′ 28″ N, 1° 16′ 04″ E / 42.057800°N,1.267714°E | RI-51-0006426 | Castell de Peramola · Vegeu més fotos d'aquest monument · Carregueu una nova foto d'aquest monument                                       |
| Torre dels Moros                                                                | BCIN 1225-MH | Romànic XII-XIII                 | Peramola                                         | 42° 03′ 09″ N, 1° 16′ 09″ E / 42.052606°N,1.269078°E | RI-51-0006427 | Torre dels Moros (Peramola) · Vegeu més fotos d'aquest monument · Carregueu una nova foto d'aquest monument                               |
| Cal Ribó                                                                        |              | Obra popular XVII-XVIII          | Peramola Plaça de Josep Roca, 31                 | 42° 03′ 26″ N, 1° 16′ 04″ E / 42.057339°N,1.267790°E | IPA-15679     | Cal Ribó (Peramola) · Vegeu més fotos d'aquest monument · Carregueu una nova foto d'aquest monument                                       |
| Església parroquial de Sant Miquel Nou                                          | BCIL 2006    | Barroc, gòtic XVII, XIV, XVI     | Peramola Pl. Nova - c. de l'Església             | 42° 03′ 26″ N, 1° 16′ 03″ E / 42.057321°N,1.267540°E | IPA-15680     | Església parroquial de Sant Miquel Nou (Peramola) · Vegeu més fotos d'aquest monument · Carregueu una nova foto d'aquest monument         |
| Església parroquial de Santa Llúcia de Tragó                                    | BCIL 2005    | Romànic XI                       | Peramola Tragó de Segre                          | 42° 03′ 24″ N, 1° 17′ 51″ E / 42.056650°N,1.297453°E | IPA-15681     | Església parroquial de Santa Llúcia de Tragó (Peramola) · Vegeu més fotos d'aquest monument · Carregueu una nova foto d'aquest monument   |
| Església de Santa Maria de Castell-llebre, Capella de la Mare de Déu            | BCIL 2006    | Romànic XI, XIII                 | Peramola Castell-llebre                          | 42° 05′ 06″ N, 1° 17′ 24″ E / 42.085114°N,1.289880°E | IPA-15683     | Església de Santa Maria de Castell-llebre (Peramola) · Vegeu més fotos d'aquest monument · Carregueu una nova foto d'aquest monument      |
| Església vella de Sant Miquel de Peramola                                       | BCIL 2006    | Romànic XI-XIII                  | Peramola Cementiri                               | 42° 03′ 24″ N, 1° 16′ 08″ E / 42.056735°N,1.269006°E | IPA-15684     | Església vella de Sant Miquel de Peramola (Peramola) · Vegeu més fotos d'aquest monument · Carregueu una nova foto d'aquest monument      |
| Sant Salvador del Corb                                                          | BCIL 2006    | Romànic XI                       | Peramola El Corb                                 | 42° 04′ 34″ N, 1° 15′ 43″ E / 42.076053°N,1.261993°E | IPA-15685     | Sant Salvador del Corb (Peramola) · Vegeu més fotos d'aquest monument · Carregueu una nova foto d'aquest monument                         |
| La Móra de Cortiuda, Capella de la Mare de Déu del Roser, Sant Martí de la Móra |              | Obra popular Medieval            | Peramola                                         | 42° 04′ 40″ N, 1° 14′ 25″ E / 42.077643°N,1.240277°E | IPA-15689     | La Móra de Cortiuda (Peramola) · Vegeu més fotos d'aquest monument · Carregueu una nova foto d'aquest monument                            |
| Capella de la Mare de Déu del Roser                                             |              | Obra popular                     | Peramola                                         | 42° 03′ 36″ N, 1° 16′ 12″ E / 42.060008°N,1.269866°E | IPA-15690     | Capella de la Mare de Déu del Roser (Peramola) · Vegeu més fotos d'aquest monument · Carregueu una nova foto d'aquest monument            |
| Capella de l'Hostal Boix                                                        |              | Obra popular XIX                 | Peramola Hostal del Boix                         | 42° 04′ 17″ N, 1° 16′ 32″ E / 42.071388°N,1.275553°E | IPA-15691     | Capella de l'Hostal Boix (Peramola) · Vegeu més fotos d'aquest monument · Carregueu una nova foto d'aquest monument                       |
| Capella de Sant Martí                                                           |              | Romànic XII                      | Peramola Montllaví                               | 42° 03′ 37″ N, 1° 14′ 42″ E / 42.060159°N,1.244938°E | IPA-15693     | Carregueu una nova foto d'aquest monument                                                                                                 |
| Església parroquial de Sant Martí                                               | BCIL 2006    | Romànic XIII                     | Peramola Cortiuda                                | 42° 05′ 14″ N, 1° 13′ 53″ E / 42.087105°N,1.231410°E | IPA-15695     | Església parroquial de Sant Martí (Peramola) · Vegeu més fotos d'aquest monument · Carregueu una nova foto d'aquest monument              |
| Capella de Sant Joan Evangelista                                                |              | Obra popular                     | Peramola La Penella                              | 42° 06′ 20″ N, 1° 17′ 49″ E / 42.105417°N,1.297062°E | IPA-15697     | Capella de Sant Joan Evangelista de la Penella (Peramola) · Vegeu més fotos d'aquest monument · Carregueu una nova foto d'aquest monument |
| Ermita de Sant Honorat                                                          |              | Obra popular                     | Peramola                                         | 42° 04′ 58″ N, 1° 16′ 15″ E / 42.082651°N,1.270835°E | IPA-15699     | Ermita de Sant Honorat (Peramola) · Vegeu més fotos d'aquest monument · Carregueu una nova foto d'aquest monument                         |
| Pont de Peramola                                                                |              | Obra popular                     | Peramola A la sortida del poble, camí d'una font | 42° 03′ 32″ N, 1° 15′ 46″ E / 42.058870°N,1.262754°E | IPA-15700     | Pont de Peramola · Vegeu més fotos d'aquest monument · Carregueu una nova foto d'aquest monument                                          |
| Pont penjant                                                                    |              | Darreres tendències XX           | Peramola Entre Peramola i Oliana                 | 42° 03′ 53″ N, 1° 17′ 48″ E / 42.064628°N,1.296645°E | IPA-15701     | Pont penjant (Peramola) · Vegeu més fotos d'aquest monument · Carregueu una nova foto d'aquest monument                                   |
| Pont de l'Eixiu a Peramola                                                      |              | Obra popular                     | Peramola A tocar del poble, camí de la Baronia   | 42° 03′ 17″ N, 1° 16′ 05″ E / 42.054836°N,1.268182°E | IPA-15702     | Pont de l'Eixiu a Peramola · Vegeu més fotos d'aquest monument · Carregueu una nova foto d'aquest monument                                |
| Safareig de Peramola                                                            |              | Obra popular XIX-XX              | Peramola C. Cortiuda, 1                          | 42° 03′ 30″ N, 1° 16′ 02″ E / 42.05839°N,1.26735°E   | IPA-39523     | Safareig de Peramola · Vegeu més fotos d'aquest monument · Carregueu una nova foto d'aquest monument                                      |

## El Pont de Bar
| Monument                                                                                          | Protecció   | Estil/època                  | Localització                                                        | Coordenades                                          | Codi?         | Imatge |
| ------------------------------------------------------------------------------------------------- | ----------- | ---------------------------- | ------------------------------------------------------------------- | ---------------------------------------------------- | ------------- | --- |
| Castell d'Aristot                                                                                 | BCIN 780-MH | Obra popular Medieval        | El Pont de Bar Aristot                                              | 42° 22′ 46″ N, 1° 37′ 24″ E / 42.379494°N,1.623284°E | RI-51-0006241 | Castell d'Aristot (el Pont de Bar) · Vegeu més fotos d'aquest monument · Carregueu una nova foto d'aquest monument                            |
| Castellnou de Carcolze                                                                            | BCIN 781-MH | Obra popular Medieval        | El Pont de Bar                                                      | 42° 23′ 15″ N, 1° 34′ 56″ E / 42.387601°N,1.582263°E | RI-51-0006242 | Castellnou de Carcolze (el Pont de Bar) · Vegeu més fotos d'aquest monument · Carregueu una nova foto d'aquest monument                       |
| Castell de Bar                                                                                    | BCIN 782-MH | Romànic XII-XIV              | El Pont de Bar                                                      | 42° 21′ 30″ N, 1° 38′ 23″ E / 42.358288°N,1.639760°E | RI-51-0006243 | Castell de Bar (el Pont de Bar) · Vegeu més fotos d'aquest monument · Carregueu una nova foto d'aquest monument                               |
| Castell de Toloriu                                                                                | BCIN 783-MH | Obra popular Medieval        | El Pont de Bar                                                      | 42° 21′ 47″ N, 1° 37′ 43″ E / 42.363026°N,1.628513°E | RI-51-0006244 | Castell de Toloriu (el Pont de Bar) · Vegeu més fotos d'aquest monument · Carregueu una nova foto d'aquest monument                           |
| Església de Sant Esteve de Bar                                                                    | BCIL 1980   | Obra popular XIV, XIX        | El Pont de Bar                                                      | 42° 21′ 31″ N, 1° 38′ 20″ E / 42.358521°N,1.638979°E | IPA-311       | Església de Sant Esteve de Bar (el Pont de Bar) · Vegeu més fotos d'aquest monument · Carregueu una nova foto d'aquest monument               |
| Església de Sant Jaume                                                                            | BCIL 2001   | Obra popular                 | El Pont de Bar Toloriu                                              | 42° 21′ 45″ N, 1° 37′ 46″ E / 42.362432°N,1.629347°E | IPA-15705     | Església de Sant Jaume (el Pont de Bar) · Vegeu més fotos d'aquest monument · Carregueu una nova foto d'aquest monument                       |
| Església parroquial de Sant Girvès de Castellnou de Carcolze, Església parroquial de Sant Gervasi | BCIL 2010   | Gòtic XIII-XIV               | El Pont de Bar Castellnou de Carcolze                               | 42° 23′ 14″ N, 1° 34′ 56″ E / 42.387272°N,1.582342°E | IPA-15708     | Carregueu una nova foto d'aquest monument |
| Capella de Sant Vicenç                                                                            |             | Obra popular XVII-XIX        | El Pont de Bar Els Banys de Sant Vicenç                             | 42° 22′ 07″ N, 1° 35′ 40″ E / 42.368501°N,1.594314°E | IPA-15710     | Capella de Sant Vicenç (el Pont de Bar) · Vegeu més fotos d'aquest monument · Carregueu una nova foto d'aquest monument                       |
| Capella de la Mare de Déu del Roser                                                               | BCIL 2011   | Obra popular                 | El Pont de Bar Toloriu                                              | 42° 21′ 48″ N, 1° 37′ 45″ E / 42.363353°N,1.629223°E | IPA-15712     | Carregueu una nova foto d'aquest monument |
| Església parroquial de Sant Andreu d'Aristot                                                      | BCIL 2011   | Romànic XII                  | El Pont de Bar Aristot                                              | 42° 22′ 44″ N, 1° 37′ 26″ E / 42.378839°N,1.623949°E | IPA-15713     | Església parroquial de Sant Andreu d'Aristot (el Pont de Bar) · Vegeu més fotos d'aquest monument · Carregueu una nova foto d'aquest monument |
| Pont del Pont de Bar                                                                              |             | Obra popular Medieval        | El Pont de Bar Al nucli de Pont de Bar                              | 42° 22′ 19″ N, 1° 37′ 08″ E / 42.371875°N,1.618936°E | IPA-15716     | Pont del Pont de Bar · Vegeu més fotos d'aquest monument · Carregueu una nova foto d'aquest monument                                          |
| Pont de la Guingueta                                                                              |             | Obra popular                 | El Pont de Bar A l'antic camí ral d'entrada a Pont de Bar           |                                                      | IPA-15717     | Carregueu una nova foto d'aquest monument |
| Banys de Sant Vicenç, balneari                                                                    |             | Eclecticisme XIX Final       | El Pont de Bar Ctra. N-260 de la Seu d'Urgell a Puigcerdà, km 143,5 | 42° 22′ 06″ N, 1° 35′ 40″ E / 42.368453°N,1.594488°E | IPA-37506     | Banys de Sant Vicenç (el Pont de Bar) · Vegeu més fotos d'aquest monument · Carregueu una nova foto d'aquest monument                         |
| Església parroquial de Sant Ermengol                                                              | BCIL 2011   | Obra popular XVII-XVIII      | El Pont de Bar Nucli del poble                                      | 42° 22′ 21″ N, 1° 36′ 20″ E / 42.372379°N,1.605465°E | IPA-38420     | Església parroquial de Sant Ermengol (el Pont de Bar) · Vegeu més fotos d'aquest monument · Carregueu una nova foto d'aquest monument         |
| Laberint Màgic                                                                                    | BCIL 2010   | Darreres tendències XX Final | El Pont de Bar (Sobeig) i Lles de Cerdanya (Ginebrosa)              | 42° 22′ 48″ N, 1° 39′ 20″ E / 42.38°N,1.65547°E      | IPA-39580     | Carregueu una nova foto d'aquest monument |
| Antiga rectoria de Bar                                                                            | BCIL 2011   | Obra popular XVIII           | El Pont de Bar                                                      | 42° 21′ 30″ N, 1° 38′ 21″ E / 42.358359°N,1.639079°E | IPA-40221     | Carregueu una nova foto d'aquest monument |
| Molí del Besoli                                                                                   |             | Obra popular                 | El Pont de Bar Aristot                                              |                                                      | IPA-43248     | Carregueu una nova foto d'aquest monument |
| Molí de Castellnou de Carcolze                                                                    |             | Obra popular                 | El Pont de Bar Castellnou de Carcolze                               | 42° 23′ 10″ N, 1° 34′ 59″ E / 42.38613°N,1.58295°E   | IPA-43249     | Carregueu una nova foto d'aquest monument |
| Nou Poble de Pont de Bar                                                                          |             | Darreres tendències          | El Pont de Bar Poble de Pont de Bar                                 | 42° 22′ 20″ N, 1° 36′ 18″ E / 42.3722°N,1.6051°E     | IPA-46468     | Nou Poble de Pont de Bar (el Pont de Bar) · Carregueu una nova foto d'aquest monument                                                         |
| Fita del pla de les Forques                                                                       |             | Obra popular                 | El Pont de Bar Pla de les Forques, Castellnou de Carcolze           |                                                      | IPA-51010     | Carregueu una nova foto d'aquest monument |
| Casa Nova dels Banys de Sant Vicenç                                                               | BCIL 2022   | Eclecticisme XIX             | El Pont de Bar Els Banys de Sant Vicenç                             | 42° 22′ 07″ N, 1° 35′ 37″ E / 42.36848°N,1.59359°E   | IPA-53186     | Carregueu una nova foto d'aquest monument |

## Ribera d'Urgellet
| Monument                                                             | Protecció    | Estil/època                    | Localització                                  | Coordenades                                          | Codi?         | Imatge |
| -------------------------------------------------------------------- | ------------ | ------------------------------ | --------------------------------------------- | ---------------------------------------------------- | ------------- | --- |
| Castell de Tost                                                      | BCIN 1360-MH | Romànic Medieval               | Ribera d'Urgellet Tost                        | 42° 16′ 21″ N, 1° 23′ 03″ E / 42.272466°N,1.384156°E | RI-51-0006462 | Castell de Tost (Ribera d'Urgellet) · Vegeu més fotos d'aquest monument · Carregueu una nova foto d'aquest monument                                 |
| Església parroquial de Sant Tirs                                     | BCIL 2010    | Obra popular                   | Ribera d'Urgellet El Pla de Sant Tirs         | 42° 18′ 46″ N, 1° 23′ 01″ E / 42.312652°N,1.383520°E | IPA-15720     | Església parroquial de Sant Tirs (Ribera d'Urgellet) · Vegeu més fotos d'aquest monument · Carregueu una nova foto d'aquest monument                |
| Capella de Sant Sebastià                                             |              | Obra popular                   | Ribera d'Urgellet El Pla de Sant Tirs         | 42° 18′ 46″ N, 1° 22′ 55″ E / 42.312815°N,1.381987°E | IPA-15721     | Carregueu una nova foto d'aquest monument |
| Església de Sant Martí de Tost                                       | BCIL 2003    | Romànic, gòtic XII, XIV, XVIII | Ribera d'Urgellet Tost                        | 42° 16′ 22″ N, 1° 23′ 06″ E / 42.272843°N,1.384925°E | IPA-15723     | Carregueu una nova foto d'aquest monument |
| Capella de Sant Germà                                                |              | Obra popular                   | Ribera d'Urgellet Camí de Tost a Montan       | 42° 15′ 10″ N, 1° 23′ 12″ E / 42.252765°N,1.386577°E | IPA-15724     | Capella de Sant Germà (Ribera d'Urgellet) · Vegeu més fotos d'aquest monument · Carregueu una nova foto d'aquest monument                           |
| Església de Santa Coloma de Montan de Tost                           | BCIL 2011    | Obra popular                   | Ribera d'Urgellet Montan de Tost              | 42° 14′ 07″ N, 1° 23′ 16″ E / 42.235225°N,1.387787°E | IPA-15726     | Església de Santa Coloma de Montan de Tost (Ribera d'Urgellet) · Vegeu més fotos d'aquest monument · Carregueu una nova foto d'aquest monument      |
| Església parroquial de Sant Joan i Sant Martí de Castellar de Tost   | BCIL 2012    | Obra popular XVII, XIX         | Ribera d'Urgellet Castellar de Tost           | 42° 16′ 12″ N, 1° 22′ 44″ E / 42.269982°N,1.378816°E | IPA-15728     | Carregueu una nova foto d'aquest monument |
| Capella de Sant Antoni de Pàdua                                      |              | Obra popular                   | Ribera d'Urgellet Els Hostalets de Tost       | 42° 16′ 43″ N, 1° 21′ 40″ E / 42.278585°N,1.361130°E | IPA-15730     | Carregueu una nova foto d'aquest monument |
| Església parroquial de la Mare de Déu de l'Esperança de Torà de Tost | BCIL 2011    | Obra popular                   | Ribera d'Urgellet Tora                        | 42° 16′ 16″ N, 1° 24′ 47″ E / 42.271062°N,1.413154°E | IPA-15732     | Carregueu una nova foto d'aquest monument |
| Església parroquial de Sant Esteve de Sauvanyà                       | BCIL 2003    | Romànic XII                    | Ribera d'Urgellet Sauvanyà                    | 42° 16′ 43″ N, 1° 26′ 52″ E / 42.278485°N,1.447852°E | IPA-15734     | Església parroquial de Sant Esteve de Sauvanyà (Ribera d'Urgellet) · Vegeu més fotos d'aquest monument · Carregueu una nova foto d'aquest monument  |
| Capella de Sant Fruitós                                              |              | Romànic XII                    | Ribera d'Urgellet Fontelles                   | 42° 17′ 51″ N, 1° 26′ 04″ E / 42.297433°N,1.434543°E | IPA-15735     | Capella de Sant Fruitós (Ribera d'Urgellet) · Vegeu més fotos d'aquest monument · Carregueu una nova foto d'aquest monument                         |
| Església de Sant Genís de Tost                                       | BCIL 2010    | Romànic XII                    | Ribera d'Urgellet                             | 42° 16′ 36″ N, 1° 24′ 25″ E / 42.276707°N,1.406837°E | IPA-15736     | Església de Sant Genís de Tost (Ribera d'Urgellet) · Vegeu més fotos d'aquest monument · Carregueu una nova foto d'aquest monument                  |
| Església parroquial de Sant Serni                                    | BCIL 2010    | Obra popular                   | Ribera d'Urgellet Arfa                        | 42° 19′ 50″ N, 1° 24′ 55″ E / 42.330455°N,1.415379°E | IPA-15738     | Església parroquial de Sant Serni (Ribera d'Urgellet) · Vegeu més fotos d'aquest monument · Carregueu una nova foto d'aquest monument               |
| Pont d'Arfa                                                          |              | Obra popular                   | Ribera d'Urgellet Arfa, a l'entrada del poble | 42° 19′ 57″ N, 1° 24′ 58″ E / 42.332560°N,1.416188°E | IPA-15739     | Pont d'Arfa (Ribera d'Urgellet) · Vegeu més fotos d'aquest monument · Carregueu una nova foto d'aquest monument                                     |
| Església parroquial de Sant Romà                                     |              | Obra popular                   | Ribera d'Urgellet La Coma de Nabiners         | 42° 19′ 33″ N, 1° 26′ 16″ E / 42.325786°N,1.437737°E | IPA-15740     | Església parroquial de Sant Romà (Ribera d'Urgellet) · Vegeu més fotos d'aquest monument · Carregueu una nova foto d'aquest monument                |
| Església parroquial de Sant Sadurní                                  |              | Obra popular XII-XIV           | Ribera d'Urgellet Nabiners                    | 42° 19′ 08″ N, 1° 26′ 35″ E / 42.318914°N,1.442955°E | IPA-15741     | Església parroquial de Sant Sadurní (Ribera d'Urgellet) · Vegeu més fotos d'aquest monument · Carregueu una nova foto d'aquest monument             |
| Església parroquial de Sant Joan Baptista                            |              | Obra popular                   | Ribera d'Urgellet La Freita                   | 42° 18′ 53″ N, 1° 25′ 47″ E / 42.314770°N,1.429636°E | IPA-15742     | Carregueu una nova foto d'aquest monument |
| Escola pública de la parròquia d'Hortó                               |              | Obra popular XIX               | Ribera d'Urgellet La parròquia d'Hortó        | 42° 19′ 33″ N, 1° 22′ 37″ E / 42.325752°N,1.377025°E | IPA-15744     | Carregueu una nova foto d'aquest monument |
| Església de Sant Andreu de la Parròquia d'Hortó                      | BCIL 2010    | Obra popular XVII-XVIII        | Ribera d'Urgellet La Parròquia d'Hortó        | 42° 19′ 29″ N, 1° 22′ 33″ E / 42.324659°N,1.375697°E | IPA-15746     | Església de Sant Andreu de la Parròquia d'Hortó (Ribera d'Urgellet) · Vegeu més fotos d'aquest monument · Carregueu una nova foto d'aquest monument |
| Església parroquial de la Puríssima, Església de Sant Llop           | BCIL 2010    | Obra popular XX                | Ribera d'Urgellet Adrall                      | 42° 19′ 36″ N, 1° 24′ 06″ E / 42.326746°N,1.401789°E | IPA-15748     | Església parroquial de la Puríssima (Ribera d'Urgellet) · Vegeu més fotos d'aquest monument · Carregueu una nova foto d'aquest monument             |
| Església parroquial de Sant Lleí, o de Sant Llíser                   |              | Obra popular                   | Ribera d'Urgellet Gramós                      | 42° 19′ 03″ N, 1° 20′ 08″ E / 42.317576°N,1.335522°E | IPA-15749     | Carregueu una nova foto d'aquest monument |
| Pou de gel d'Arfa                                                    | BCIL 2009    |                                | Ribera d'Urgellet                             | 42° 19′ 56″ N, 1° 24′ 53″ E / 42.33214°N,1.41459°E   | IPA-39515     | Carregueu una nova foto d'aquest monument |
| Central tèrmica d'Adrall                                             | BCIL 2009    | XX Mitjan                      | Ribera d'Urgellet Adrall                      | 42° 19′ 27″ N, 1° 23′ 46″ E / 42.324122°N,1.396084°E | IPA-39653     | Central tèrmica d'Adrall (Ribera d'Urgellet) · Vegeu més fotos d'aquest monument · Carregueu una nova foto d'aquest monument                        |
| Escola Unitària Sant Serni d'Arfa                                    |              | Darreres tendències XX         | Ribera d'Urgellet Arfa                        | 42° 19′ 48″ N, 1° 24′ 55″ E / 42.32992°N,1.41526°E   | IPA-46450     | Carregueu una nova foto d'aquest monument |
| Església de Sant Pere de la Parròquia d'Hortó                        | BCIL 2023    | Romànic XI-XII                 | Ribera d'Urgellet Serrat de la Coma, Hortó    |                                                      | IPA-53556     | Carregueu una nova foto d'aquest monument |

## La Seu d'Urgell
Vegeu la llista de monuments de la Seu d'Urgell

## Les Valls d'Aguilar
Vegeu la llista de monuments de les Valls d'Aguilar

## Les Valls de Valira
Vegeu la llista de monuments de les Valls de Valira

## La Vansa i Fórnols
| Monument                                                                         | Protecció | Estil/època                        | Localització                                                  | Coordenades                                          | Codi?     | Imatge |
| -------------------------------------------------------------------------------- | --------- | ---------------------------------- | ------------------------------------------------------------- | ---------------------------------------------------- | --------- | --- |
| Església parroquial de Sant Martí de Sorribes                                    | BCIL 2006 | Obra popular                       | La Vansa i Fórnols Sorribes                                   | 42° 14′ 01″ N, 1° 28′ 49″ E / 42.233609°N,1.480197°E | IPA-15858 | Església parroquial de Sant Martí de Sorribes (la Vansa i Fórnols) · Vegeu més fotos d'aquest monument · Carregueu una nova foto d'aquest monument  |
| Església parroquial de Sant Pere de la Vansa                                     | BCIL 2006 | Romànic XII                        | La Vansa i Fórnols Ossera                                     | 42° 13′ 54″ N, 1° 29′ 46″ E / 42.231536°N,1.496107°E | IPA-15859 | Església parroquial de Sant Pere de la Vansa (la Vansa i Fórnols) · Vegeu més fotos d'aquest monument · Carregueu una nova foto d'aquest monument   |
| Capella de la Santa Creu                                                         |           | Obra popular                       | La Vansa i Fórnols Padrinàs                                   | 42° 13′ 04″ N, 1° 29′ 49″ E / 42.217829°N,1.496817°E | IPA-15860 | Carregueu una nova foto d'aquest monument |
| Església parroquial de Sant Quirze i Santa Julita d'Ossera                       | BCIL 2004 | Obra popular XVII-XIX              | La Vansa i Fórnols Ossera                                     | 42° 13′ 06″ N, 1° 28′ 18″ E / 42.218226°N,1.471606°E | IPA-15862 | Carregueu una nova foto d'aquest monument |
| Església de Sant Julià dels Garrics, Sant Julià de Pera                          | BCIL 2001 | Romànic XI-XIII                    | La Vansa i Fórnols La Barceloneta                             | 42° 14′ 56″ N, 1° 27′ 36″ E / 42.248780°N,1.459981°E | IPA-15863 | Església de Sant Julià dels Garrics (la Vansa i Fórnols) · Vegeu més fotos d'aquest monument · Carregueu una nova foto d'aquest monument            |
| Pont de Sant Julià dels Garrics                                                  | BCIL 2013 | Obra popular                       | La Vansa i Fórnols Antic camí de Sisquer a la Vansa           | 42° 14′ 57″ N, 1° 27′ 41″ E / 42.249035°N,1.461520°E | IPA-15864 | Pont de Sant Julià dels Garrics (la Vansa i Fórnols) · Vegeu més fotos d'aquest monument · Carregueu una nova foto d'aquest monument                |
| Església parroquial de Sant Romà de Sisquer                                      | BCIL 2006 | Romànic XII                        | La Vansa i Fórnols Sisquer                                    | 42° 14′ 54″ N, 1° 28′ 19″ E / 42.248402°N,1.472066°E | IPA-15865 | Església parroquial de Sant Romà de Sisquer (la Vansa i Fórnols) · Vegeu més fotos d'aquest monument · Carregueu una nova foto d'aquest monument    |
| Església parroquial de Sant Vicenç                                               |           | Romànic XII                        | La Vansa i Fórnols Banyeres                                   | 42° 15′ 58″ N, 1° 27′ 54″ E / 42.266228°N,1.464888°E | IPA-15866 | Església parroquial de Sant Vicenç (la Vansa i Fórnols) · Vegeu més fotos d'aquest monument · Carregueu una nova foto d'aquest monument             |
| Església parroquial de Sant Climent de Fórnols                                   | BCIL 2004 | Obra popular, barroc XVIII Mitjan  | La Vansa i Fórnols Fórnols                                    | 42° 15′ 10″ N, 1° 30′ 56″ E / 42.252775°N,1.515671°E | IPA-15869 | Església parroquial de Sant Climent de Fórnols (la Vansa i Fórnols) · Vegeu més fotos d'aquest monument · Carregueu una nova foto d'aquest monument |
| Església parroquial de Sant Martí d'Adraén                                       | BCIL 2007 | Obra popular                       | La Vansa i Fórnols Adraén                                     | 42° 16′ 30″ N, 1° 29′ 57″ E / 42.275133°N,1.499155°E | IPA-15871 | Església parroquial de Sant Martí d'Adraén (la Vansa i Fórnols) · Modifica el valor a Wikidata · Carregueu una nova foto d'aquest monument          |
| Església parroquial de Sant Pere de Cornellana                                   | BCIL 2004 | Obra popular, barroc XI-XII, XVIII | La Vansa i Fórnols Cornellana                                 | 42° 15′ 37″ N, 1° 32′ 18″ E / 42.260301°N,1.538282°E | IPA-15873 | Església parroquial de Sant Pere de Cornellana (la Vansa i Fórnols) · Vegeu més fotos d'aquest monument · Carregueu una nova foto d'aquest monument |
| Església de Sant Jaume de Fórnols del Cadí, Mare de Déu de Sant Jaume, Sant Marc | BCIL 2001 | Romànic XII                        | La Vansa i Fórnols Fórnols                                    | 42° 14′ 27″ N, 1° 29′ 51″ E / 42.240755°N,1.497561°E | IPA-15875 | Església de Sant Jaume de Fórnols del Cadí (la Vansa i Fórnols) · Vegeu més fotos d'aquest monument · Carregueu una nova foto d'aquest monument     |
| Farga de la Vansa o de Fórnols                                                   |           | Obra popular                       | La Vansa i Fórnols Prop del molí de Fórnols                   | 42° 14′ 35″ N, 1° 31′ 11″ E / 42.24314°N,1.51969°E   | IPA-15876 | Farga de la Vansa (la Vansa i Fórnols) · Vegeu més fotos d'aquest monument · Carregueu una nova foto d'aquest monument                              |
| Aqüeducte de la Vansa                                                            |           | Obra popular                       | La Vansa i Fórnols Al costat de la Ctra. de la Vansa a Montan |                                                      | IPA-15877 | Carregueu una nova foto d'aquest monument |
| Ermita de Sant Salvador d'Adraén, Església de Sant Salvador d'Adraén             | BCIL 2006 | Obra popular                       | La Vansa i Fórnols                                            | 42° 17′ 38″ N, 1° 31′ 48″ E / 42.293793°N,1.530038°E | IPA-34405 | Carregueu una nova foto d'aquest monument |
| Molí d'Adraén                                                                    | BCIL 2007 | Obra popular XIX                   | La Vansa i Fórnols                                            | 42° 16′ 36″ N, 1° 30′ 12″ E / 42.276534°N,1.503311°E | IPA-36569 | Carregueu una nova foto d'aquest monument |
| Molí de Cornellana                                                               | BCIL 2007 | Obra popular                       | La Vansa i Fórnols                                            | 42° 15′ 24″ N, 1° 32′ 39″ E / 42.256647°N,1.544137°E | IPA-36570 | Carregueu una nova foto d'aquest monument |
| Molí de Fórnols                                                                  | BCIL 2007 | Obra popular                       | La Vansa i Fórnols Fórnols                                    | 42° 14′ 37″ N, 1° 31′ 32″ E / 42.243541°N,1.525578°E | IPA-36571 | Molí de Fórnols (la Vansa i Fórnols) · Vegeu més fotos d'aquest monument · Carregueu una nova foto d'aquest monument                                |